# Orphan of the Sage

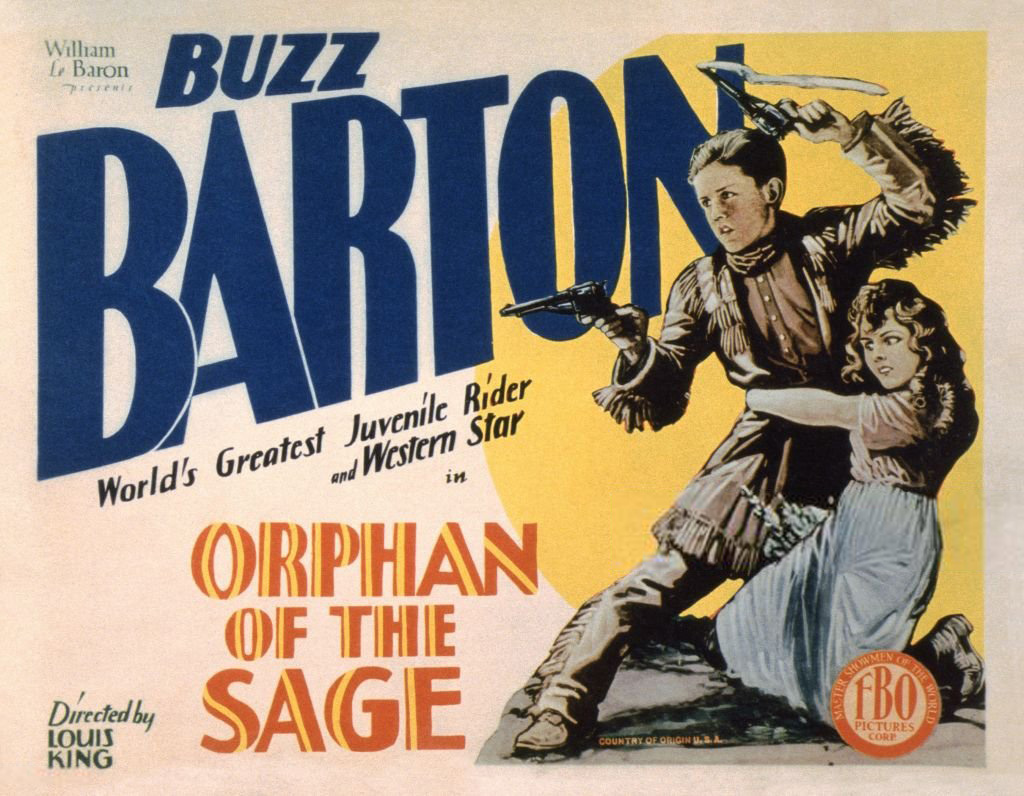
Affiche du film.

Orphan of the Sage est un western américain réalisé par Louis King, sorti en 1928.

## Fiche technique
- Réalisation : Louis King
- Scénario : Oliver Drake, Helen Gregg
- Producteurs : William LeBaron, Robert N. Bradbury
- Photographie : Nicholas Musuraca
- Montage : Della M. King, Jack Kitchin
- Genre : Western[1]
- Production : Film Booking Offices of America
- Durée : 60 minutes
- Date de sortie : 23 décembre 1928

## Distribution
- Buzz Barton : David 'Red' Hepner
- Frank Rice : Hank Robbins
- Thomas G. Lingham (en) : Jeff Perkins
- Annabelle Magnus : Mary Jane Perkins
- Bill Patton (en) : 'Nevada' Naldene